# Gaston I. z Foix-Béarn
Gaston I. z Foix-Béarn (fr. Gaston I de Foix-Béarn, okc. Gaston I de Fois-Bearn; 1287 – 13. prosince 1315 klášter Maubuisson) byl hrabě z Foix a vikomt z Béarnu a Marsanu. Zúčastnil se několika tažení do Flander a celý život bojoval se svými příbuznými a sousedy o majetek.

## Život
Byl jediným synem Rogera Bernarda z Foix a Markéty, dcery Gastona z Béarn. Roku 1302 mu zemřel otec a regentské vlády se ujala vdova Markéta. I přes své mládí se Gaston v létě téhož roku zúčastnil výpravy francouzského krále Filipa IV. do Flander a podařilo se mu na rozdíl od mnoha jiných účastníků přežít bitvu u Courtrai.
Po návratu domů se dostal do sporu se svým bratrancem Bernardem z Armagnacu, který zpochybňoval Gastonův nárok na vikomství Béarn. Oba muži se posléze na nátlak krále a papeže usmířili a Gaston se roku 1304 podílel na trestné výpravě do Flander a znovu bojoval na francouzské straně u Mons-en-Pévèle.
Kvůli novému sporu s Bernardem z Armagnacu byl králem Filipem roku 1309 uvězněn v pařížském vězení Châtelet a po propuštění se připojil k nové výpravě Ludvíka X. do Flander. Zemřel po cestě v klášteře Maubuisson v důsledku nemoci. Byl pohřben po boku svých předků v cisterciáckém klášteře Boulbonne v Ariège.